# Vászosz Liszarídisz
Vászosz Liszarídisz (Pano Lefkara, 1920. május 13. – Nicosia, 2021. április 26.) ciprusi politikus, orvos, a Képviselőház elnöke (1985–1991).

## Életútja
1920. május 13-án született a ciprusi Pano Lefkarában. Az Athéni Egyetemen szerzett orvosi diplomát. Tanulmányai ideje alatt egy Görögország és Ciprus újraegyesítéséért, az enóziszért harcoló diákszervezet elnöke volt. A diploma megszerzése után Cipruson kezdett el dolgozni és III. Makáriosz ciprusi érsek házi orvosa volt.
1955 és 1959 között az EOKA függetlenségi szervezet harcosa volt, amely Ciprus Nagy-Britanniától való függetlenségéért harcolt. 1960-ban választották meg először parlamenti képviselőnek és 2006-ig a parlament tagja volt folyamatosan. 1969-ban alapította az EDEK pártot, melynek 2001-ig a vezetője, majd tiszteletbeli elnöke volt.
Fellépett az 1974. július 15-i puccs kezdeményezőivel szemben. Augusztus 30-án sikertelen merényletet kíséreltek meg ellene, amelyben az EDEK ifjúsági pártjának a titkára, Dórosz Loízu vesztette életét. 1985 és 1991 között a ciprusi parlament elnöke volt. Háromszor sikertelenül pályázott Ciprus elnöki tisztségére (1983, 1988, 1998).
2021. április 26-án százéves korában hunyt el Nicosiában.